# 卡列斯
卡列斯，是西班牙巴伦西亚自治区巴伦西亚省的一个市镇。总面积65平方公里，总人口399人（2001年），人口密度6人/平方公里。